# ジョーダン・ゲルバー
ジョーダン・ゲルバー（Jordan Gelber, 1975年 - ）は、アメリカ合衆国の俳優、声優。ブロードウェイにおいてミュージカル『アベニューQ』、『All My Sons』、『エルフ』などに出演している他、オフ・ブロードウェイ作品にも多数出演している。CBSのテレビドラマ『エレメンタリー ホームズ&ワトソン in NY』などのテレビ番組にも出演している。

## 人物・来歴
1975年に、ニューヨーク市のリバーデイルに生まれ、ウッドウェアで育った。1994年にロングアイランドの高校を卒業した後に、National Theater Instituteで演劇を学ぶ。その後スタンフォード大学で、学生演劇とア・カペラグループのメンバーとして活動。1997年に卒業した。卒業後、 Tisch School of the Artsで更に学んだ後に役者としてのキャリアをスタート。
2000年代にはブロードウェイ、オフ・ブロードウェイ舞台のそれぞれで役者デビューを果たし、トニー賞を受賞した舞台『アベニューQ』や『All My Sons』などの演目で舞台を踏む。同時に2000年代初頭から映画やテレビなどの湧き役としても出演し始め、ジェームズ・ガンドルフィーニ主演のテレビドラマ『ザ・ソプラノズ 哀愁のマフィア』や『LAW & ORDER:犯罪心理捜査班』などの話題作へも出演している。2011年に出演したコメディ映画『ダークホース 〜リア獣エイブの恋〜』では主演という大役を得て、クリストファー・ウォーケン、ミア・ファロー演じる両親のダメ息子をユーモラスに演じた。

### ブロードウェイ
トニー賞を受賞したブロードウェイ・ミュージカル『アベニューQ』の売れないコメディアンのブライアン役のオリジナル・キャストとして知られる。2008年から2009年、ブロードウェイにてアーサー・ミラー作『All My Sons』のフランク・ルーベイ役を演じた。2012年から2013年、『エルフ』で主人公バディ役を演じた。2017年、ハドソン・シアターにてスティーヴン・ソンドハイム作詞作曲、ジェイムズ・ラパイン脚本、ジェイク・ジレンホール、アナリー・アシュフォード主演のミュージカル『Sunday in the Park With George』の期間限定ブロードウェイ再演にてルイス/ビリー役を演じた。

### 私生活
2009年11月にMarsha Loebと結婚し、現在は1児の父親でもある。

## 出演作品

### 映画
- Way Off Broadway (2001)
- サンキュー、ボーイズ Riding in Cars with Boys (2001)
- チェンジング・レーン Changing Lanes (2002)
- ラスキンズへようこそ Everyday People (2004)
- その土曜日、7時58分 Before the Devil Knows You're Dead (2007)
- Pretty Bird (2008)
- サブウェイ123 激突 The Taking of Pelham 1 2 3 (2009)
- フェイク・クライム Henry's Crime (2010)
- ダークホース 〜リア獣エイブの恋〜 Dark Horse (2011)
- ビニー/信じる男 Bleed for This (2016)

### テレビドラマ
- LAW & ORDER:性犯罪特捜班 Law & Order: Special Victims Unit (2001 - 2016)
- ザ・ソプラノズ 哀愁のマフィア The Sopranos (2002)
- LAW & ORDER:犯罪心理捜査班 Law & Order: Criminal Intent (2002, 2005)
- ロー&オーダー Law & Order (2002, 2009)
- Queens Supreme (2003)
- アグリー・ベティ Ugly Betty (2008)
- The Unusuals (2009)
- レスキュー・ミー NYの英雄たち Rescue Me (2009)
- ダメージ Damages (2010)
- ナース・ジャッキー Nurse Jackie (2010)
- ボードウォーク・エンパイア 欲望の街 Boardwalk Empire (2010)
- グッド・ワイフ The Good Wife (2010)
- 救命医ハンク セレブ診療ファイル Royal Pains (2012)
- ブルーブラッド 〜NYPD家族の絆〜 Blue Bloods (2013)
- エレメンタリー ホームズ&ワトソン in NY Elementary (2013 - 2018)
- MR. ROBOT/ミスター・ロボット Mr. Robot (2016)
- マインドハンター Mindhunter (2017)
- THE BLACKLIST/ブラックリスト The Blacklist (2018)
- 欲望は止まらない! Insatiable (2018)